# Erwin Vierow
Erwin Vierow (15 mai 1890 à Berlin — 1er février 1982 à Tecklembourg) est un General der Infanterie allemand au sein de la Heer dans la Wehrmacht pendant la Seconde Guerre mondiale.
Il a été récipiendaire de la Croix de chevalier de la croix de fer. Cette décoration est attribuée en reconnaissance d'un acte d'une extrême bravoure ou d'un succès de commandement important du point de vue militaire.

## Biographie
Il rejoint le 64e régiment d'infanterie de l'armée impériale allemande en 1908. Pendant la Première Guerre mondiale, il est officier dans l'infanterie servant comme adjudant. En 1915, il est promu au grade de Leutnant (lieutenant). Il est blessé en mai 1916 et en 1917, il est promu au grade de Hauptmann (capitaine).
Entre les deux guerres, il siège à l'état-major de la Reichswehr et dans l'infanterie. Au déclenchement de la Seconde Guerre mondiale, il a atteint le grade de Generalmajor dans la Wehrmacht.

En août 1940, Il est nommé commandant de la 9e division d'infanterie. En janvier 1941, il est promu General der Infanterie. Servant sur le front de l'Est en tant que commandant du 55e corps d'armée, il devient le commandant militaire de la ville de Kharkov après la capitulation de la ville le 24 octobre 1941. Il reçoit la Croix de chevalier de la Croix de fer le 15 novembre 1941.

Le 1er juillet 1943, il est nommé commandant de l'armée dans le nord ouest de la France, couvrant les régions de Laon, Orléans et Rouen, jusqu'en septembre 1944 où il est nommé chef du Generalkommando Somme. Il occupe ce poste jusqu'à ce qu'il soit capturé par les britanniques le 1er septembre 1944. Il est ensuite détenu dans un camp de prisonniers de guerre, le camp Clinton dans le Mississippi aux États-Unis.
Il meurt à l'âge de 91 ans.

## Décorations
- Croix de fer (1914)
  - 2e Classe
  - 1re Classe
- Insigne des blessés (1914)
  - en Noir
- Agrafe de la Croix de fer (1939)
  - 2e Classe
  - 1re Classe
- Médaille de service de la Wehrmacht
- Médaille du Front de l'Est
- Croix de chevalier de la Croix de fer
  - Croix de chevalier le 15 novembre 1941 en tant que General der Infanterie et commandant du LV. Armeekorps[1]